# Jerry Prempeh
Jerry Prempeh, né le 29 décembre 1988 à Kumasi au Ghana, est un footballeur ghanéen qui joue au poste de défenseur central au FC Swift Hesperange.

## Biographie

### ESTAC Troyes (2007-2009)
Formé au club, la carrière du joueur débute au sein de l'ESTAC Troyes, en France.
Il dispute son premier match en professionnel lors de la dernière journée de Ligue 2 en 2008 face à l'EA Guingamp en étant titulaire (défaite cinq buts à zéro).

### FK Mladá Boleslav (2009)
Jouant peu avec son club formateur, il s'engage dès 2009 avec le club tchèque du FK Mladá Boleslav.

### US Sénart-Moissy (2009-2010)
En novembre 2009, il s'engage avec l'US Sénart-Moissy alors en CFA.

### RE Virton (2010-2011)
Le joueur quitte la France pour rejoindre la Belgique et le RE Virton en 2010.

### FC Fribourg (2011-2012)
Il rejoint en 2011 le FC Fribourg, club amateur suisse.

### F91 Dudelange (2012-2019)
En 2012, le joueur s'engage pour deux saisons minimum avec le F91 Dudelange, club de BGL Ligue au Luxembourg, vainqueur du championnat et de la Coupe du Luxembourg la saison passée.
Lors de la saison 2013-2014, il remporte pour la première fois le championnat. La saison suivante, il signe un contrat de trois années supplémentaires avec le club.
Avec Dudelange, le joueur remporte le championnat de BGL Ligue à l'issue des saisons 2015-2016, 2016-2017, 2017-2018 et 2018-2019.

### RE Virton (2019-2020)
En 2019, le joueur s'engage avec le RE Virton, club qu'il a connu huit ans auparavant.

### FC Swift Hesperange (depuis 2020)
Après un an en Belgique, le joueur retourne au Luxembourg pour rejoindre le FC Swift Hesperange, tout juste promu en BGL Ligue.
À l'issue de la saison 2022-2023, il remporte le championnat avec son nouveau club.

## Palmarès
| F91 Dudelange (10) : | FC Swift Hesperange (1) :                                                                      |
| --- | ---------------------------------------------------------------------------------------------- |
| - BGL Ligue (5) - Champion : 2014, 2016, 2017, 2018 et 2019 - Vice-champion : 2013 - Coupe du Luxembourg (3) - Vainqueur : 2016, 2017 et 2019 - Finaliste : 2014 et 2015 - Supercoupe du Luxembourg (2) - Vainqueur : 2016 et 2018 - Finaliste : 2017 | - BGL Ligue - Vainqueur : 2023 - Vice-champion : 2024 - Coupe du Luxembourg - Finaliste : 2024 |